# 壯闊台灣聯盟
壯闊台灣聯盟（英語：Forward Alliance），是台灣的國家安全與民防智庫。

## 概述
壯闊台灣聯盟是位於臺灣台北市的國家安全研究機構。據《衛報》報導，壯闊台灣聯盟致力於提高對國防和國家安全問題的認識。

## 歷史

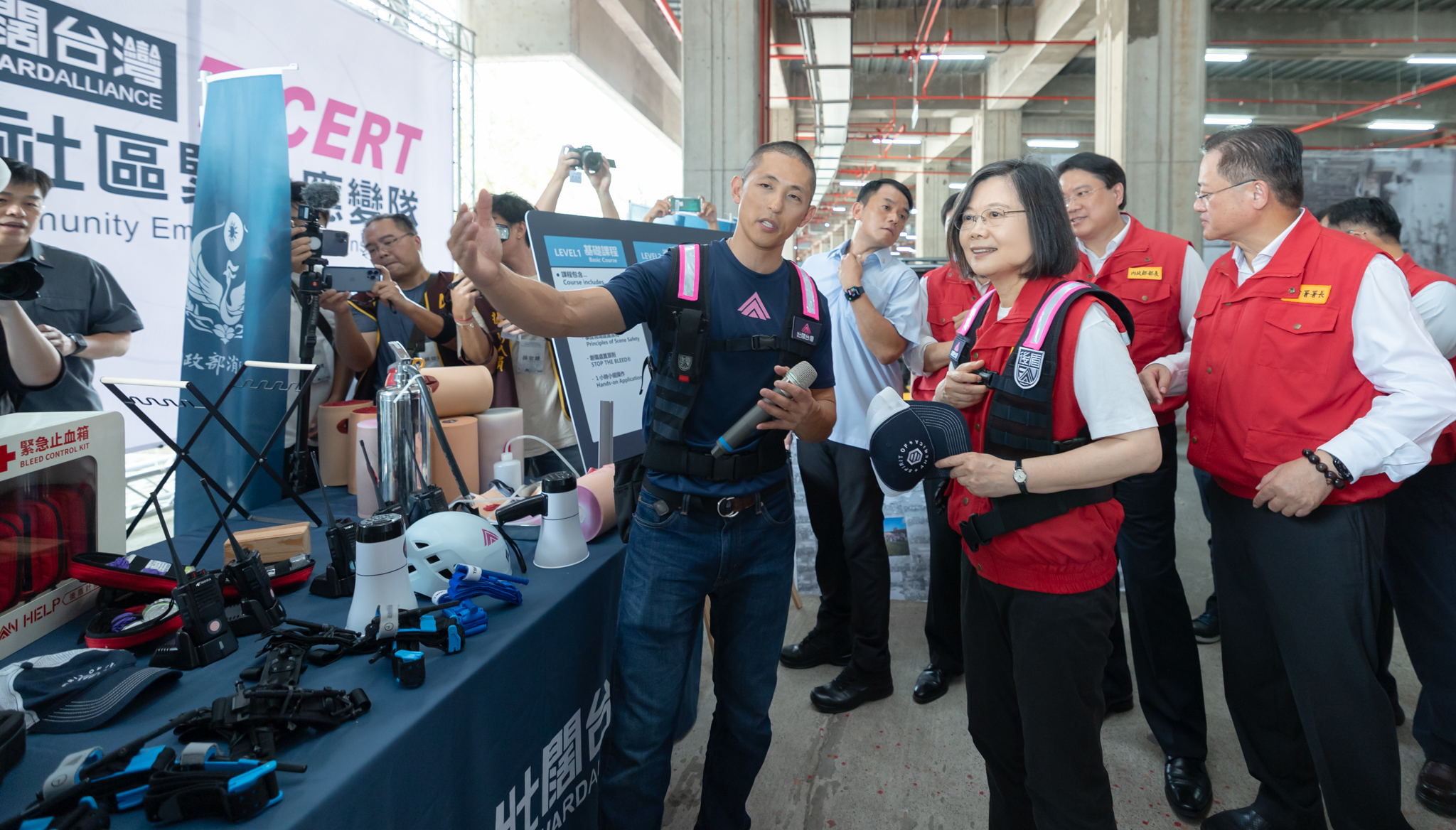
壯闊台灣聯盟於國家防災日進行救災操作演練，並由理事長吳怡農向時任總統蔡英文介紹

壯闊台灣聯盟是由台灣政治人物吳怡農創立。吳怡農認為，「阻止軍事衝突的最佳方式是透過將軍事準備與民事準備相結合，展現出可信的國家抵抗意願。」2022年俄羅斯入侵烏克蘭爆發後，公眾對「壯闊台灣」所進行的培訓計畫的參與大大增加。

## 行動
該組織舉辦各式災害應變課程，旨在向平民提供救災和民防培訓。

## 外部連結
- 官方網站 （页面存档备份，存于）
- 壯闊台灣聯盟的Facebook專頁
- 壯闊台灣聯盟的Instagram帳戶